# Daniel Boys
Daniel Boys, född 26 mars 1979 i Yateley, Hampshire, är en brittisk musikalartist.
Boys studerade vid Guildford School of Acting och medverkade i BBC:s dokusåpa Any Dream Will Do (2007), där tolv deltagare tävlade om att få spela huvudrollen i en ny uppsättning av Joseph and the Amazing Technicolor Dreamcoat på West End.